# Eubela mcgintyi
Eubela mcgintyi é uma espécie de gastrópode do gênero Eubela, pertencente a família Raphitomidae.